# Ares e Afrodite (9249)
Ares e Afrodite è un affresco rinvenuto nella casa dell'Amore Punito a Pompei e custodito all'interno del Museo archeologico nazionale di Napoli.

## Storia
Ubicato sulla parete sud di uno dei tablini della casa dell'Amore Punito, l'affresco venne realizzato tra l'1 e il 25. Fu ritrovato il 5 agosto 1844 e successivamente staccato per ricavarne un quadro.

## Descrizione
L'affresco è racchiuso in una cornice nera, oltre ad una bordatura rossa proveniente dalla parete da cui è stato staccato e raffigura un incontro amoroso tra Ares e Afrodite. Afrodite, completamente vestita, è seduta su un trono foderato, mentre alle sue spalle è Ares, con in testa un elmo corinzio, una lancia nella mano sinistra e con la destra cinge i seni della dea, la quale afferra il braccio di Ares con la mano destra: entrambi i personaggi presentano uno sguardo serio e austero.
Alla destra della coppia è presente un amorino volante, mentre alla sinistra un'ancella che guarda all'interno di una cassetta; lo sfondo, il cui colore predominante è il bianco, è caratterizzato da un albero, una colonna e una parete rocciosa.